# Trigonodes inacuta
Trigonodes inacuta là một loài bướm đêm trong họ Noctuidae.